# Joe Martinelli
Pour les articles homonymes, voir Martinelli.
Joe Martinelli (né le 22 août 1916 et mort le 20 juillet 1991) est un joueur américain de football.

## Biographie

### Carrière
En 1934, Martinelli commence sa carrière chez les Pawtucket Rangers, équipe de l'American Soccer League (ASL). En 1934 et 1935, les Rangers finissent finalistes de la U.S. National Challenge Cup. Après la finale de 1935, Martinelli rejoint les New York Americans où il gagne le championnat en 1935–1936. En 1937, Martinelli remporte la Challenge Cup contre les St. Louis Shamrocks. Martinelli évolue ensuite dans de nombreuses équipes de l'ASL comme les Brooklyn St. Mary's Celtic, Philadelphia German-Americans, les Brooklyn Wanderers et les Kearny Scots. Il prend sa retraite en 1947.

### Équipe nationale
Martinelli participe à la coupe du monde 1934, mais ne joue pas lors de l'unique match du pays, une défaite 7–1 contre l'Italie au premier tour. Martinelli rejoue trois fois en sélection en 1937, que des défaites contre le Mexique au mois de septembre.